# Майерс, Майк
Майкл Джон (Майк) Ма́йерс (англ. Michael John «Mike» Myers; род. 25 мая 1963, Скарборо, Торонто, Онтарио, Канада) — канадский актёр кино, телевидения и озвучивания, комик, сценарист и кинопродюсер. Наиболее известен ролями Уэйна Кэмпбелла в фильме «Мир Уэйна» и Остина Пауэрса и Доктора Зло в трилогии «Остин Пауэрс», а также как голос Шрека в одноимённой серии мультфильмов.

## Биография

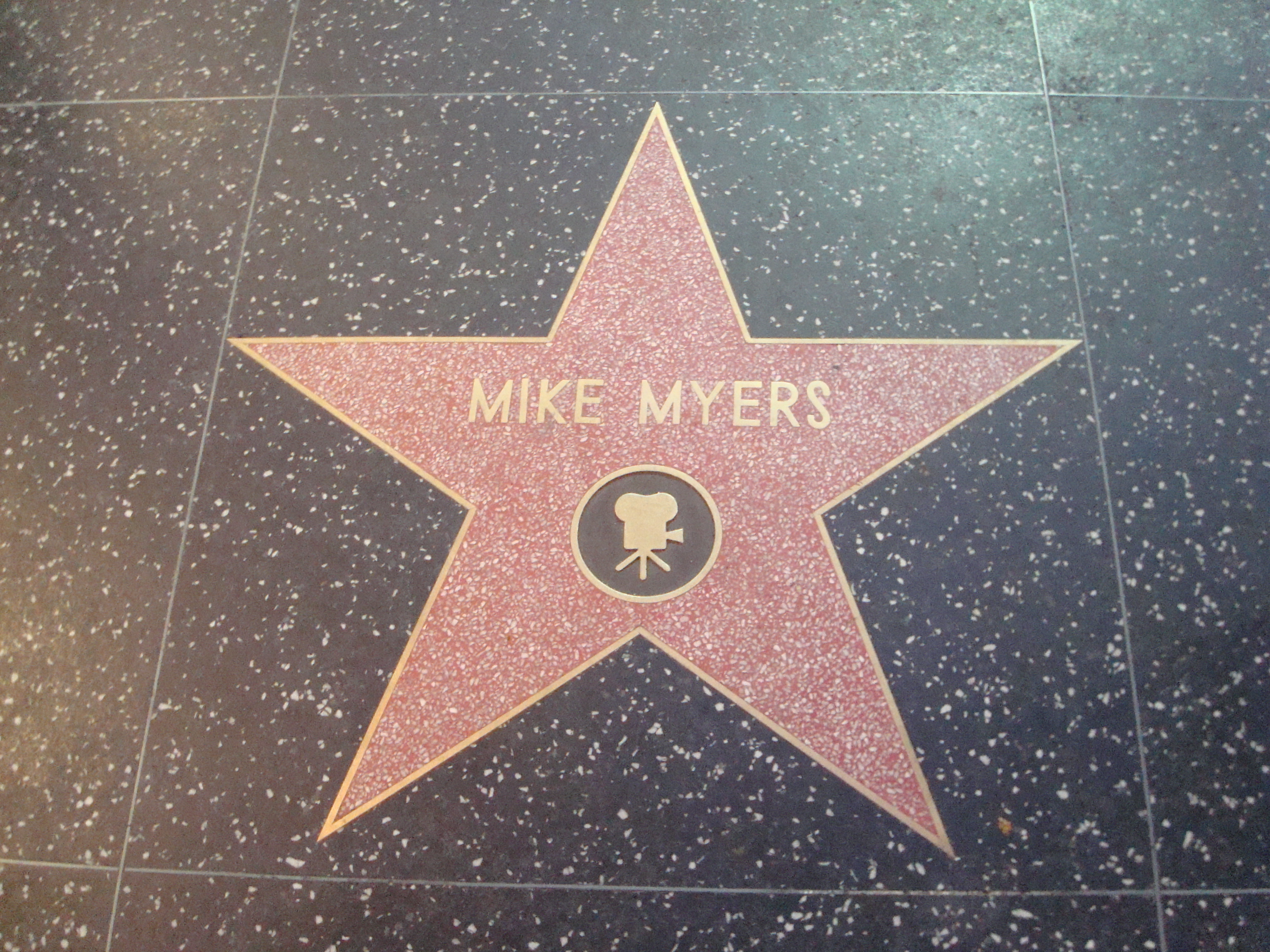
Звезда Майерса на Голливудской «Аллее славы»

Родители Майерса из Ливерпуля, Англия. У него английские, шотландские и ирландские корни. В возрасте 9 лет Майерс впервые снялся в рекламе. В 1982 году он окончил среднюю школу Stephen Leacock High School и устроился в комедийную труппу в Торонто.
В начале 1980-х годов Майерс часто появлялся с различными ролями (в том числе в роли Уэйна Кэмпбелла) на городском телевидении Торонто в альтернативном видео-шоу «Городские пределы». В 1985 году он был одним из ведущих актёров Комедийной лавки в Лондоне. На следующий год он участвовал в британской детской телепередаче Wide Awake Club, пародируя само это шоу своим собственным Sound Asleep Club.
Майерс был хорошо известным участником телешоу на NBC «Субботним вечером в прямом эфире» c 1989 по 1995 год. В 1992 году его персонаж Уэйн Кэмпбелл появился на большом экране в полнометражной киноленте «Мир Уэйна», ставшей одним из самых успешных фильмов года. На следующий год последовало менее успешное продолжение.
В 1997 году Майерс представил (в том числе как продюсер) Остина Пауэрса в фильме «Остин Пауэрс: Международный человек-загадка». Майерс помимо главной роли играл также несколько второстепенных персонажей. В 1999 году он снялся в своей первой некомедийной роли в фильме «Студия 54», где он играл хозяина «Студии 54», известной нью-йоркской дискотеки 1970-х. Фильм был довольно успешным, а игра Майерса получила высокие оценки. Позже Майерс спародировал этот клуб «Студией 69» в фильме 2002 года «Остин Пауэрс: Голдмембер».
Роль Шрека попала к Майку Майерсу благодаря стечению обстоятельств: первоначально её должен был дублировать Крис Фарли, но в декабре 1997 года он умер, и создатели «Шрека» обратились к Майерсу.
В составе группы Ming Tea Майерс участвовал в записи нескольких песен для своих фильмов об Остине Пауэрсе. В 2005 году The Comedian’s Comedian назвал Майерса в числе 50 лучших комиков мира.
В 2009 году Майк Майерс получил антипремию «Золотая малина» за худшую мужскую роль в фильме «Секс-гуру».
В 2018 году снялся в эпизодической роли в картине «Богемская рапсодия».

## Личная жизнь
В 1993 году женился на Робин Рузан, которую неоднократно называл своей музой. В 2008 году они развелись.
В 2010 году женился на Келли Тисдейл, с которой на тот момент встречался три года. У них трое детей: сын Спайк (род. в сентябре 2011) и две дочери — Сандэй Молли (род.11.04.2014) и Паулина Кэтлин (род. 02.11.2015).

## Фильмография
| Год       |     | Русское название                                      | Оригинальное название                       | Роль                                                    |
| --------- | --- | ----------------------------------------------------- | ------------------------------------------- | ------------------------------------------------------- |
| 1975      | с   | —                                                     | King of Kensington                          | Ари                                                     |
| 1977      | ф   | —                                                     | Range Ryder and the Calgary Kid             | н/д                                                     |
| 1979      | с   | Маленький бродяга                                     | The Littlest Hobo                           | Томми                                                   |
| 1980      | с   | Причудливый                                           | Bizarre                                     | разные персонажи                                        |
| 1985      | тф  | Джон и Йоко: История любви                            | John and Yoko: A Love Story                 | доставщик                                               |
| 1987      | с   | —                                                     | It’s Only Rock and Roll                     | Уэйн Кэмпбелл                                           |
| 1987      | мф  | Познакомьтесь с Джули                                 | Meet Julie                                  | н/д                                                     |
| 1988      | тф  | —                                                     | 110 Lombard                                 | н/д                                                     |
| 1989      | кор | Истории Элвиса                                        | Elvis Stories                               | простолюдин                                             |
| 1989—2015 | с   | Субботним вечером в прямом эфире                      | Saturday Night Live                         | разные персонажи                                        |
| 1992      | ф   | Мир Уэйна                                             | Wayne’s World                               | Уэйн Кэмпбелл                                           |
| 1993      | ф   | Я женился на убийце с топором                         | So I Married an Axe Murderer                | Чарли Маккензи / Стюарт Маккензи                        |
| 1993      | ф   | Мир Уэйна 2                                           | Wayne’s World 2                             | Уэйн Кэмпбелл                                           |
| 1997      | ф   | Остин Пауэрс: Человек-загадка международного масштаба | Austin Powers: International Man of Mystery | Остин Пауэрс / Доктор Зло                               |
| 1998      | ф   | Студия 54                                             | 54                                          | Стив Рубелл                                             |
| 1998      | ф   | Тонкая розовая линия                                  | The Thin Pink Line                          | Тим Бродерик                                            |
| 1998      | ф   | Метеор Питера                                         | Pete’s Meteor                               | Пит                                                     |
| 1999      | ф   | Остин Пауэрс: Шпион, который меня соблазнил           | Austin Powers: The Spy Who Shagged Me       | Остин Пауэрс / Доктор Зло / Жирный Ублюдок              |
| 1999      | ф   | Тайна Аляски                                          | Mystery, Alaska                             | Донни Шульзхоффер                                       |
| 2001      | мф  | Шрек                                                  | Shrek                                       | Шрек                                                    |
| 2002      | ф   | Остин Пауэрс: Голдмембер                              | Austin Powers in Goldmember                 | Остин Пауэрс / Доктор Зло / Голдмембер / Жирный Ублюдок |
| 2003      | ф   | Вид сверху лучше                                      | View from the Top                           | Джон Уитни                                              |
| 2003      | мф  | Шрек: Медовый месяц                                   | Shrek 4-D                                   | Шрек                                                    |
| 2003      | ф   | Никто не знает ничего                                 | Nobody Knows Anything!                      | свидетель                                               |
| 2003      | ф   | Кот                                                   | The Cat in the Hat                          | Кот                                                     |
| 2004      | мф  | Шрек 2                                                | Shrek 2                                     | Шрек                                                    |
| 2004      | мф  | Кумир Тридевятого Королевства                         | Far Far Away Idol                           | Шрек                                                    |
| 2007      | мф  | Шрек Третий                                           | Shrek the Third                             | Шрек                                                    |
| 2007      | мф  | Шрек Мороз, зелёный нос                               | Shrek The Halls                             | Шрек                                                    |
| 2008      | ф   | Секс-гуру                                             | The Love Guru                               | гуру Морис Питка                                        |
| 2009      | ф   | Бесславные ублюдки                                    | Inglourious Basterds                        | генерал Эд Фенек                                        |
| 2010      | мф  | Шрек навсегда                                         | Shrek Forever After                         | Шрек                                                    |
| 2010      | мф  | Шрек: Страшилки                                       | Scared Shrekless                            | Шрек                                                    |
| 2010      | мф  | Рождественский Шректакль Осла                         | Donkey’s Christmas Shrektacular             | Шрек                                                    |
| 2010      | мф  | Камин у Шрека                                         | Shrek’s Yule Log                            | Шрек                                                    |
| 2012      | кор | Этикет Оскара                                         | Oscar Etiquette                             | Сэр Сесил Уортингтон                                    |
| 2012      | мф  | Захватывающие рассказы Шрека                          | Shrek’s Thrilling Tales                     | Шрек                                                    |
| 2017      | с   | —                                                     | The Gong Show                               | Томми Мейтланд                                          |
| 2017      | док | Король                                                | The King                                    | в роли самого себя                                      |
| 2018      | ф   | Конченая                                              | Terminal                                    | мистер Франклин                                         |
| 2018      | ф   | Богемская рапсодия                                    | Bohemian Rhapsody                           | Рэй Фостер                                              |
| 2022      | с   | Пентаверат                                            | The Pentaverate                             | Брюс Болдуин                                            |
| 2022      | ф   | Амстердам                                             | Amsterdam                                   | Пол Кентербери                                          |
| 2027      | мф  | Шрек 5                                                | Shrek 5                                     | Шрек                                                    |

## Награды
- Орден Канады степени офицера (30 июня 2017, Канада)[6][7].